# Método de aproximaciones sucesivas de Picard
El método de aproximaciones sucesivas de Picard (por Charles Émile Picard, matemático francés que lo desarrolló) es un método iterativo para obtener una solución a una ecuación diferencial.
Para un problema de Cauchy con la ecuación diferencial {\displaystyle y'=f(x,y)} y condición de contorno {\displaystyle y|_{x=x_{0}}=y_{0}} donde se puede asegurar la existencia y unicidad de solución para un dominio {\displaystyle D:{|x-x_{0}|<a,|y-y_{o}|<b}} es posible construir una solución de forma iterativa según la expresión
| {\displaystyle y_{n}(x)=y_{0}+\int _{x_{0}}^{x}f(t,y_{n-1}(t))dt} |

Donde {\displaystyle y_{0}} se puede elegir arbitrariamente. Lo habitual es elegir {\displaystyle y_{0}=x_{0}}.
La convergencia de esta serie de funciones es demostrable en el intervalo {\displaystyle x_{0}-h<x<x_{0}+h} donde {\displaystyle h=\min \left(a,{\frac {b}{M}}\right)} con {\displaystyle M=\max _{(x,y)\in D}|f(x,y)|}. 
El error del paso enésimo es acotable mediante la desigualdad
{\displaystyle |y(x)-y_{n}(x)|\leq {\frac {MN^{n-1}}{n!}}h^{n}}
donde {\displaystyle N=\max _{(x,y)\in {}D}\left|{\frac {\partial f}{\partial y}}\right|}. Con ello es posible programar el algoritmo para que itere hasta una resolución dada.

## Ejemplo
Consideramos el problema de Cauchy

{\displaystyle {\begin{cases}y'=2x(1-y),\\y(0)=2.\end{cases}}}

En este caso {\displaystyle f(x,y)=2x(1-y)}. Ahora se construirá una solución de forma iterativa según la expresión dada anteriormente. 
Definimos {\displaystyle y_{0}(t)\equiv 2} y las iteraciones sucesivas son: 
{\displaystyle y_{1}(x)=y_{0}+\int _{x_{0}}^{x}f(t,y_{0}(t))\ dt=2+\int _{0}^{x}2t(1-2)\ dt=2+\int _{0}^{x}-2t=2-x^{2}},
{\displaystyle y_{2}(x)=y_{0}+\int _{x_{0}}^{x}f(t,y_{1}(t))\ dt=2+\int _{0}^{x}2t(1-(2-t^{2}))\ dt=2-x^{2}+{\frac {1}{2}}x^{4}},
{\displaystyle y_{3}(x)=y_{0}+\int _{x_{0}}^{x}f(t,y_{2}(t))\ dt=...=2-x^{2}+{\frac {1}{2}}x^{4}-{\frac {1}{6}}x^{6}},
y, de forma general, podemos expresar {\displaystyle y_{n}(x)} de la siguiente forma: 
{\displaystyle y_{n}(x)=1+{\bigg (}1+{\frac {(-x^{2})}{1!}}+{\frac {(-x^{2})^{2}}{2!}}+{\frac {(-x^{2})^{3}}{3!}}+{\frac {(-x^{2})^{4}}{4!}}+{\frac {(-x^{2})^{5}}{5!}}+...+{\frac {(-x^{2})^{n}}{n!}}{\bigg )}}.
Se puede observar que las aproximaciones son las sumas parciales del desarrollo en serie de potencias de {\displaystyle 1+e^{-x^{2}}}, que es la solución al problema de Cauchy anterior.